# Alvin F. Weichel
Alvin F. Weichel (11 de septiembre de 1891 – 27 de noviembre de 1956) fue un Representante estadounidense por Ohio.

## Vida y Política
Weichel nació en Sandusky, Ohio.  Durante la Primera Guerra Mundial, se alistó el 14 de diciembre de 1917, y fue asignado a la Compañía de entrenamiento P, de Artillería de campo, y más tarde a la Sede de Supply Company en Camp Hancock, Georgia, y se licenció como sargento el 31 de enero de 1919. Ascendió a subteniente, Sección de Artillería, de la Reserva del Cuerpo de Oficiales, el 10 de diciembre de 1918, y terminó su servicio el 8 de diciembre de 1928. Se graduó en el Instituto de Ferris en Big Rapids, Míchigan, de la Universidad de Míchigan en Ann Arbor, y por la Escuela de Derecho de la Universidad de Míchigan en 1924. Fue admitido al colegio de abogados en 1924. Se desempeñó como comisario de insolventes para el Estado de Ohio, y fiscal del Condado de Erie, Ohio, desde 1931 hasta 1937. Se desempeñó como asesor especial para el fiscal general de Ohio y profesor de la Administración de la Escuela de Policía de la Universidad Estatal de Ohio en Columbus, Ohio.
Weichel fue elegido como republicano en el 78.º congresos y en los cinco siguientes. Se desempeñó como Presidente del Comité de la Cámara de Estados Unidos de la Marina Mercante y Pesca durante el 82.º Congreso. No se presentó para la reelección en 1954. Volvió a la práctica del derecho y murió en Sandusky, Ohio, el 27 de noviembre de 1956. Fue enterrado en el cementerio Calvary.